# Pantano de Entrepeñas
Pantano de Entrepeñas är en reservoar i Spanien.   Den ligger i provinsen Provincia de Guadalajara och regionen Kastilien-La Mancha, i den centrala delen av landet, 80 km öster om huvudstaden Madrid. Pantano de Entrepeñas ligger 706 meter över havet. Arean är 14,3 kvadratkilometer. 
Den sträcker sig 10,8 kilometer i nord-sydlig riktning, och 5,9 kilometer i öst-västlig riktning.
Följande samhällen ligger vid Pantano de Entrepeñas:
- Sacedón (1 674 invånare)
- Alocén (181 invånare)